# Thompsonella mixtecana
Thompsonella mixtecana är en fetbladsväxtart som beskrevs av J. Reyes, L. López. Thompsonella mixtecana ingår i släktet Thompsonella och familjen fetbladsväxter. Inga underarter finns listade i Catalogue of Life.